# Hemiphrynus intermedius
Hemiphrynus intermedius är en skalbaggsart som först beskrevs av Martin Jacoby 1884.  Hemiphrynus intermedius ingår i släktet Hemiphrynus och familjen bladbaggar. Inga underarter finns listade i Catalogue of Life.